# Menouville
Menouville egy község Franciaországban. Lakosainak száma 62 fő (2022. január 1.).

## Földrajza
Menouville Arronville, Frouville, Labbeville, Theuville és Vallangoujard községekkel határos.